# Port lotniczy Wołgograd
Port lotniczy Wołgograd (IATA: VOG, ICAO: URWW) – port lotniczy położony 15 kilometrów na północny zachód od Wołgogradu, w Rosji.

## Linie lotnicze i połączenia
| Linia lotnicza      | Kierunek                                                                   |
| ------------------- | -------------------------------------------------------------------------- |
| Aerofłot            | 1. Moskwa-Szeremietiewo                                                    |
| Azerbaijan Airlines | 1. Baku                                                                    |
| AZIMUT              | 1. Mineralne Wody 2. Niżny Nowogród 3. Ufa                                 |
| Flydubai            | 1. Dubaj                                                                   |
| Ikar                | 1. Perm                                                                    |
| NordStar            | 1. Jekaterynburg                                                           |
| Pobeda              | 1. Dubaj-Al Maktoum 2. Stambuł 3. Moskwa-Szeremietiewo 4. Sankt Petersburg |
| Red Wings           | 1. Antalya 2. Czelabińsk 3. Tiumeń                                         |
| Rossija Airlines    | 1. Antalya 2. Moskwa-Szeremietiewo 3. Sankt Petersburg 4. Erywań           |
| S7 Airlines         | 1. Moskwa-Domodiedowo 2. Nowosybirsk                                       |
| Smartavia           | 1. Brack 2. Moskwa-Szeremietiewo 3. Sankt Petersburg                       |